# Баскано
Баскано (Bescanó) — невелике містечко в провінції Жирона та автономній спільноті Каталонія, Іспанія. Муніципалітет займає площу 45,86 км2, а населення в 2014 році становило 4874 особи.